# ميل في-5
ميل مي-5 مروحية سوفيتية متوسطة. وضعت تصاميمها عام 1950. كان مقررا ان تحل محل ميل مي-2. إلا أن المشروع واجه مشاكل كثيرة وخصوصا فيما يتعلق بالمحرك الملائم. لذلك لم يتم إنتاج أي نموذج حقيقي من الطائرة.

## وصلات خارجية
Mil V-5 at www.aviastar.org